# 81式122mm自走ロケット砲
81式122mm自走ロケット砲（81しき122mmじそうロケットほう）は、中華人民共和国が中国人民解放軍陸軍のために製造した自走式122mm多連装ロケット砲（SPMRL）である。ソビエト連邦のBM-21ロケット砲の改良型。81式は中国の自走式122mmロケット砲の一つ目のものである。
なお、81式のスピン安定式ロケットには、HE弾頭または鋼製破砕弾を搭載する。

## 派生型

### 81式
81式は、OQ261型紅岩6X6トラック・シャーシに40連装ランチャーを搭載。

### 83式
83式多連装ロケット発射機は6x6トラック・シャーシに24連装ランチャーを搭載。

### 89式
89式（PLAではPHZ-89と指定）は、83式152mm自走榴弾砲のシャーシに40連装ランチャーを搭載したものである。ロケットは20秒で発射可能。ランチャーは後部に搭載され、前部には再装填パックが装備される。

### 90式
90式は40連発ランチャーをTiema SC2030 6X6トラックに搭載。トラックには40発のロケット弾を追加で装填できるリロードパックも搭載され、ランチャーは3分以内に装填可能。

#### 90A式
90A式は90式をアップグレードしたもの。40連装ランチャーはTienna製XC2200 6×6トラックに搭載される。これは改良された火器管制を持ち、砲は指揮車で遠隔操作できるようになっている。ノリンコ製である。

#### 90B式

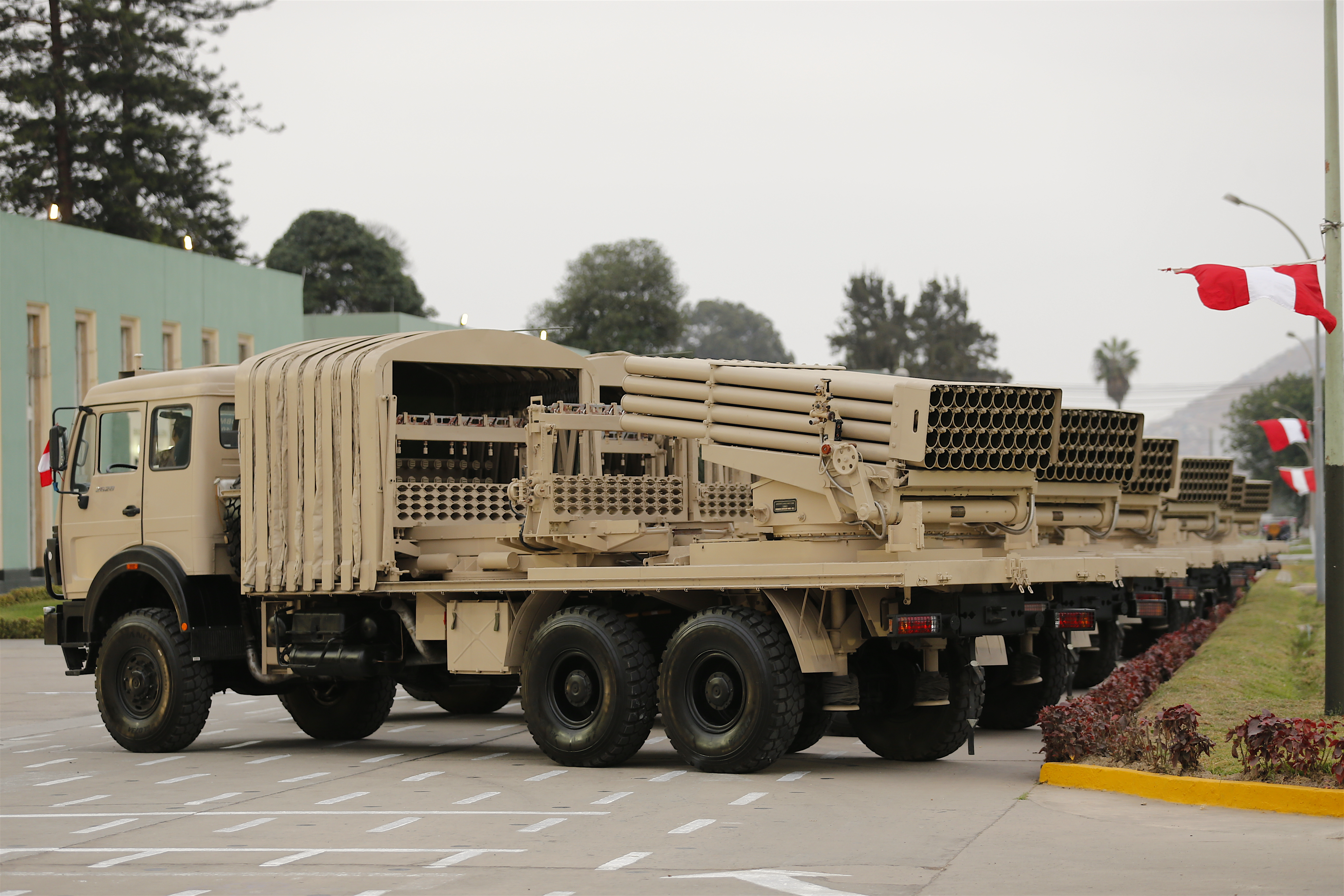
ペルー陸軍が運用する90B式

90B式は90A式をアップグレード版である。40連装ランチャーをBeifang Benchi 2629 6×6 トラックに搭載している。偵察用の92式装輪装甲車が追加され、指揮車は指揮・射撃管制システムを改良している。

### PR50 SPMRL
シリーズの最新バージョンで、従来の40連装から25％増の50連装に火力を向上。WS SPMRLシリーズの特徴を取り入れ、両者の運用コストとライフサイクルコスト全体を削減している。また、90B式の特徴である射程の異なるロケットを採用することで、PR50は20kmから40kmまでの広い射程を確保している。
PR50 SPMRLの中国名は砂嵐を意味する沙尘暴で、2006年の第6回中国国際航空宇宙博覧会で初公開された。

### WS-22

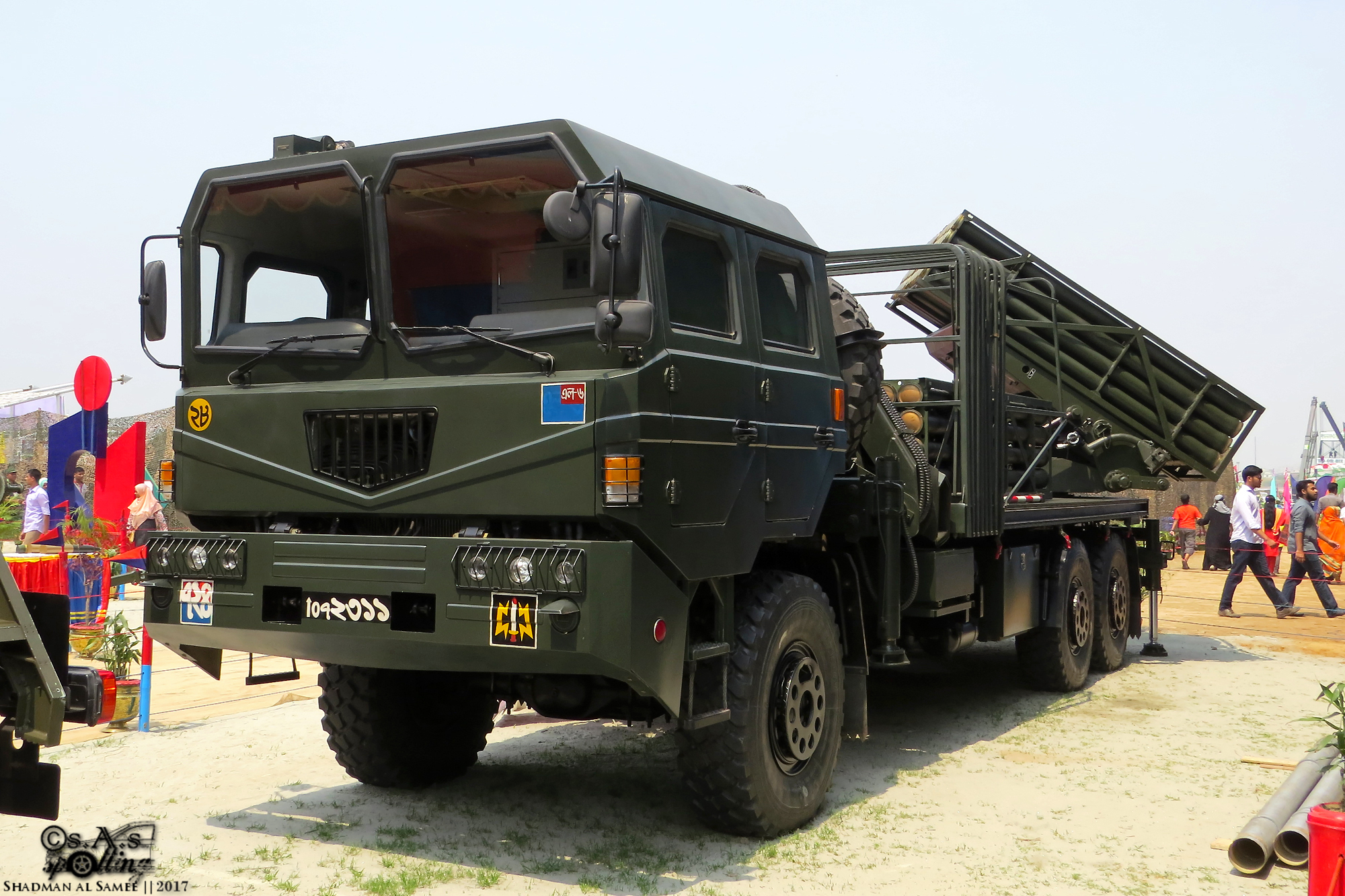
バングラデシュ軍 WS-22

WS-22は、122mm PR50 SPMRLの簡易カスケード慣性端末による誘導バージョンで、標準範囲は45kmである。

### SR-4
81式の開発は、2つのポッドに40本の筒を配置している。範囲は50km。

### SR-5
SR-5 MRLは、HIMARSと同様に2012年のユーロサトリで初公開された自走式MLSである。SR-5は、122mmロケットシリーズと220mmロケットシリーズの両方を1つのシャーシで採用し、同じ火器管制及び支援システムの使用が可能になるようモジュール設計コンセプトを採用した、完全にコンピュータ化されたデジタルシステムであり、運用コストを大幅に削減する。
SR-5は、アルジェリア、バーレーン、ベネズエラに輸出されている。

### SR-7
SR-7は、122mmロケットを20発搭載した1ポッドと220mmロケットを6発搭載した縮小型である。最大射程は122mmロケットで50km、220mmロケットで70kmである。

## 運用者
中華人民共和国
- 中国人民解放軍陸軍 - 550基のPHL-81/90、375基のPHZ-89[13]

 ミャンマー
- ミャンマー軍 - 20基の81式[14]、90基の90式[15]

 ペルー
- ペルー陸軍 - 24基の90B式（2014年1月に購入）[16]

 インドネシア
- インドネシア陸軍 - 2015年に少なくとも4基購入[16]